# 马端斌
马端斌（1990年3月28日—），辽宁省本溪市桓仁满族自治县人，中国男子柔道运动员，曾获得2009年和2013年全运会冠军，2017年全运会亚军。
2019年3月27日通过个人微博实名举报家乡五里甸子镇桦树甸子村前後两任村支书記劉忠軍、劉忠和兄弟贪腐及勾结地痞流氓欺压村民。